# 14463 McCarter
14463 McCarter eller 1993 GA1 är en asteroid i huvudbältet som upptäcktes den 15 april 1993 av Spacewatch vid Kitt Peak-observatoriet. Den är uppkallad efter den kanadensiske amatörastronomen David Graham McCarter.
Asteroiden har en diameter på ungefär 2 kilometer och den tillhör asteroidgruppen Vesta.